# Borís Shishkin
Prof. Dr. Borís Konstantínovich Shishkin (o Schischkin, o Šiškin) (translitera de Борис Константинович Шишкин) fue un botánico y profesor ruso (19 de abril de 1886 Kukarka - 21 de marzo de 1963 San Petersburgo).
Estudia en la Universidad Estatal de Tomsk donde se diploma en 1911, y será asistente en la misma de 1914 a 1918, para ser profesor de 1925 a 1930. Y en 1931, codirector del Instituto de Botánica de la "Academia de Ciencias de Rusia", y pasa a director de 1938 a 1949.
Shishkin fue autor de numerosas publicaciones sobre la flora de Siberia, Asia central, Cárpatos, Cáucaso.

## Honores

### Eponimia
Géneros
- (Asteraceae) Schischkinia Iljin[1]

- (Caryophyllaceae) Schischkiniella Steenis[2]

Especies (76 + 3)
- (Apiaceae) Grammosciadium schischkinii (V.M.Vinogr. y Tamamsch.) V.M.Vinogr.[3]

- (Asteraceae) Jacobaea schischkiniana (Sofieva) B.Nord. y Greuter[4]

- La abreviatura «Schischk.» se emplea para indicar a Borís Shishkin como autoridad en la descripción y clasificación científica de los vegetales.[5]

## Fuente
- Allen G. Debus (dir.) 1968. World Who’s Who in Science. A Biographical Dictionary of Notable Scientists from Antiquity to the Present. Marquis-Who’s Who (Chicago) : xvi + 1855 pp.